# فنی ریسان مالفورد هیچکاک
فنی ریسان مالفورد هیچکاک (انگلیسی: Fanny Rysan Mulford Hitchcock؛ ۷ نوامبر ۱۸۵۱ – ۱۹۳۶) شیمی‌دان اهل ایالات متحده آمریکا و یکی از ۱۳ زنی بود که در سدهٔ ۱۸۰۰ میلادی دکترای شیمی گرفت. او نخستین زنی بود که از دانشگاه پنسیلوانیا دکترای شیمی گرفت. وی مشارکت‌های مهمی در زمینهٔ حشره‌شناسی، استخوان‌شناسی ماهی‌ها و آسیب‌شناسی گیاهان داشت.